# ユスニエル・ディアス
ユスニエル・エフライン・ディアス・エチェバリア（Yusniel Efraín Díaz Hechavarría, 1996年10月7日 - ）は、キューバのハバナ出身のプロ野球選手（外野手）。右投右打。北米独立リーグであるアメリカン・アソシエーションのリンカーン・ソルトドッグス所属。

## 経歴

### キューバ時代
2014/2015シーズンにキューバの国内野球リーグであるセリエ・ナシオナル・デ・ベイスボルのレオネス・デ・インダストリアレスでデビューし、打率.348、0本塁打、17打点、7盗塁の成績を残して新人王候補にもなったが、2015年4月に国外に脱出した。

### プロ入りとドジャース傘下時代
2015年11月にロサンゼルス・ドジャースと契約金1550万ドル（約18億6000万円）でマイナー契約を結んだ。
2016年に傘下のルーキー級アリゾナリーグ・ドジャースでプロデビュー。A+級ランチョクカモンガ・クエークスでもプレーし、2球団合計で85試合に出場して打率.267、9本塁打、57打点、7盗塁を記録した。
2017年はA+級ランチョクカモンガとAA級タルサ・ドリラーズでプレーし、2球団合計で114試合に出場して打率.292、11本塁打、52打点、9盗塁を記録した。オフにはアリゾナ・フォールリーグに参加し、グレンデール・デザートドッグスに所属した。
2018年もAA級タルサでプレーした。また、7月にはオールスター・フューチャーズゲームの世界選抜に選出された。

### オリオールズ時代
2018年7月18日にマニー・マチャドとのトレードで、ザック・ポップ、ブレイビック・バレラ、ディーン・クレーマー、ライラン・バノンと共にボルチモア・オリオールズへ移籍した。移籍後は傘下のAA級ボウイ・ベイソックスへ配属され、移籍前を含めた2球団合計で97試合に出場して打率.285、11本塁打、45打点、12盗塁を記録した。
2019年はA-級アバディーン・アイアンバーズ、A+級フレデリック・キーズ、AA級ボウイでプレーし、3球団合計で85試合に出場して打率.265、11本塁打、55打点を記録した。
2020年は新型コロナウイルスの影響でマイナーリーグの試合が開催されなかったため、公式戦の出場は無かった。オフの11月20日にルール・ファイブ・ドラフトでの流出を防ぐために40人枠入りした。
2021年は傘下のルーキー級フロリダ・コンプレックスリーグ・オリオールズ、A+級アバディーン、AAA級ノーフォーク・タイズでプレーし、3球団合計で65試合に出場して打率.161、5本塁打、22打点、2盗塁を記録した。オフには4年ぶりにアリゾナ・フォールリーグに参加し、メサ・ソーラーソックスに所属した。
2022年は開幕をAAA級ノーフォーク・タイズで迎えた。8月1日にメジャー初昇格を果たし、翌2日のテキサス・レンジャーズ戦にて9回表に代打で登場してメジャーデビュー（結果は空振り三振）。この年メジャーでの出場は上記の1試合のみであり、オフの11月10日にFAとなった。

### ドジャース傘下復帰
2023年2月3日にドジャースとマイナー契約を結び、スプリングトレーニングに招待選手として参加することになった。AA級タルサで94試合に出場し、打率.278、16本塁打、60打点を記録した。シーズン終了後の11月6日にFAとなった。

### ジャイアンツ傘下時代
2023年11月21日にサンフランシスコ・ジャイアンツとマイナー契約を結んだ。
2024年はAAA級サクラメント・リバーキャッツで20試合に出場し、打率.177、3本塁打、5打点を記録した。シーズン終了後の11月4日にFAとなった。

### 独立リーグ時代
2025年1月16日にアメリカン・アソシエーションのリンカーン・ソルトドッグスと契約を結んだ。

## 詳細情報

### 年度別打撃成績
| 年 度    | 球 団    | 試 合 | 打 席 | 打 数 | 得 点 | 安 打 | 二 塁 打 | 三 塁 打 | 本 塁 打 | 塁 打 | 打 点 | 盗 塁 | 盗 塁 死 | 犠 打 | 犠 飛 | 四 球 | 敬 遠 | 死 球 | 三 振 | 併 殺 打 | 打 率 | 出 塁 率 | 長 打 率 | O P S |
| -------- | -------- | ----- | ----- | ----- | ----- | ----- | -------- | -------- | -------- | ----- | ----- | ----- | -------- | ----- | ----- | ----- | ----- | ----- | ----- | -------- | ----- | -------- | -------- | ----- |
| 2022     | BAL      | 1     | 1     | 1     | 0     | 0     | 0        | 0        | 0        | 0     | 0     | 0     | 0        | 0     | 0     | 0     | 0     | 0     | 1     | 0        | .000  | .000     | .000     | .000  |
| MLB：1年 | MLB：1年 | 1     | 1     | 1     | 0     | 0     | 0        | 0        | 0        | 0     | 0     | 0     | 0        | 0     | 0     | 0     | 0     | 0     | 1     | 0        | .000  | .000     | .000     | .000  |

- 2022年度シーズン終了時

### 年度別守備成績
| 年 度 | 球 団 | 右翼（RF） | 右翼（RF） | 右翼（RF） | 右翼（RF） | 右翼（RF） | 右翼（RF） |
| 年 度 | 球 団 | 試 合      | 刺 殺      | 補 殺      | 失 策      | 併 殺      | 守 備 率   |
| ----- | ----- | ---------- | ---------- | ---------- | ---------- | ---------- | ---------- |
| 2022  | BAL   | 1          | 1          | 0          | 0          | 0          | 1.000      |
| MLB   | MLB   | 1          | 1          | 0          | 0          | 0          | 1.000      |

- 2022年度シーズン終了時

### 記録
MiLB
- オールスター・フューチャーズゲーム選出：1回（2018年）

### 背番号
- 84（2022年）